# Kaczkowate

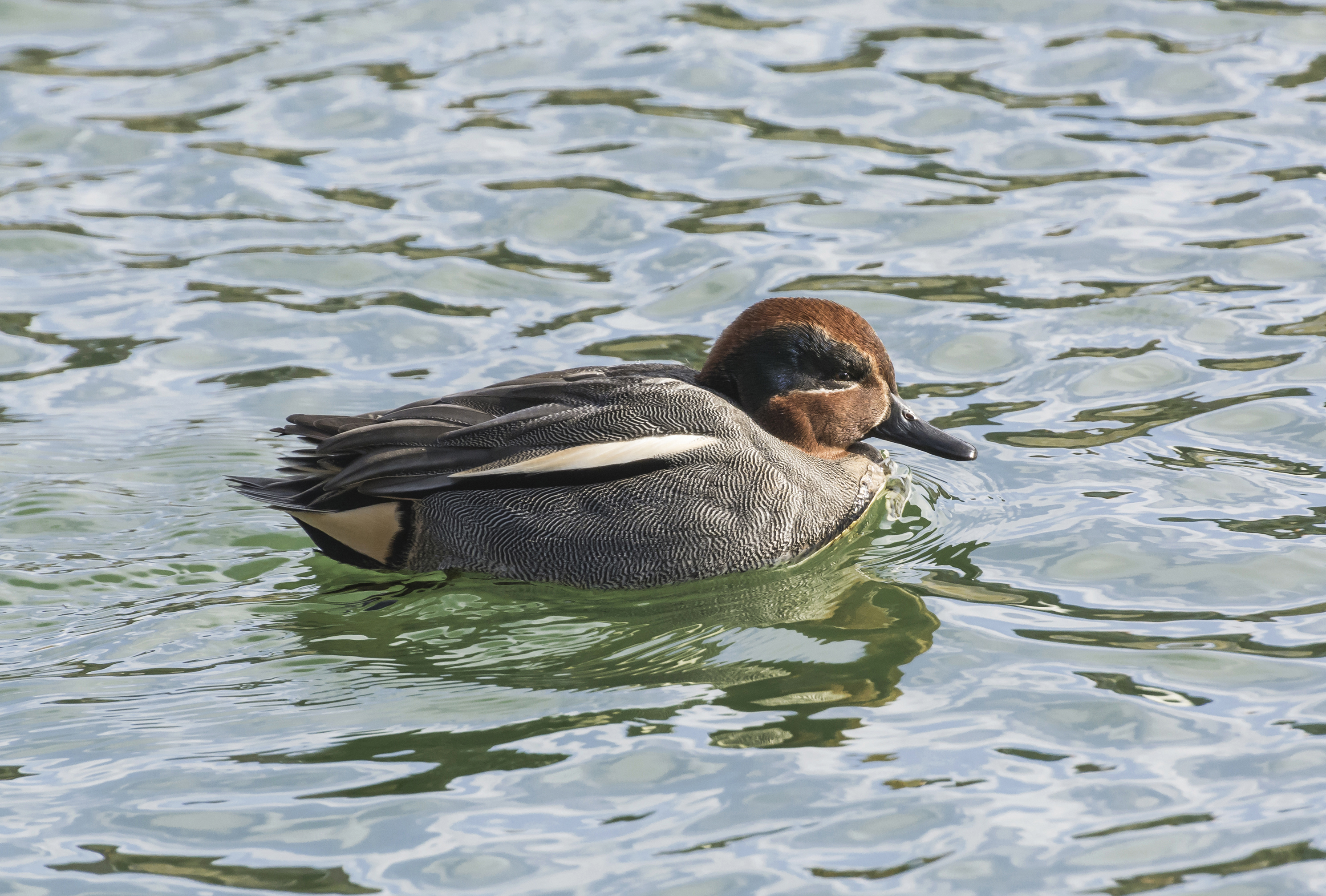
Samiec cyraneczki zwyczajnej

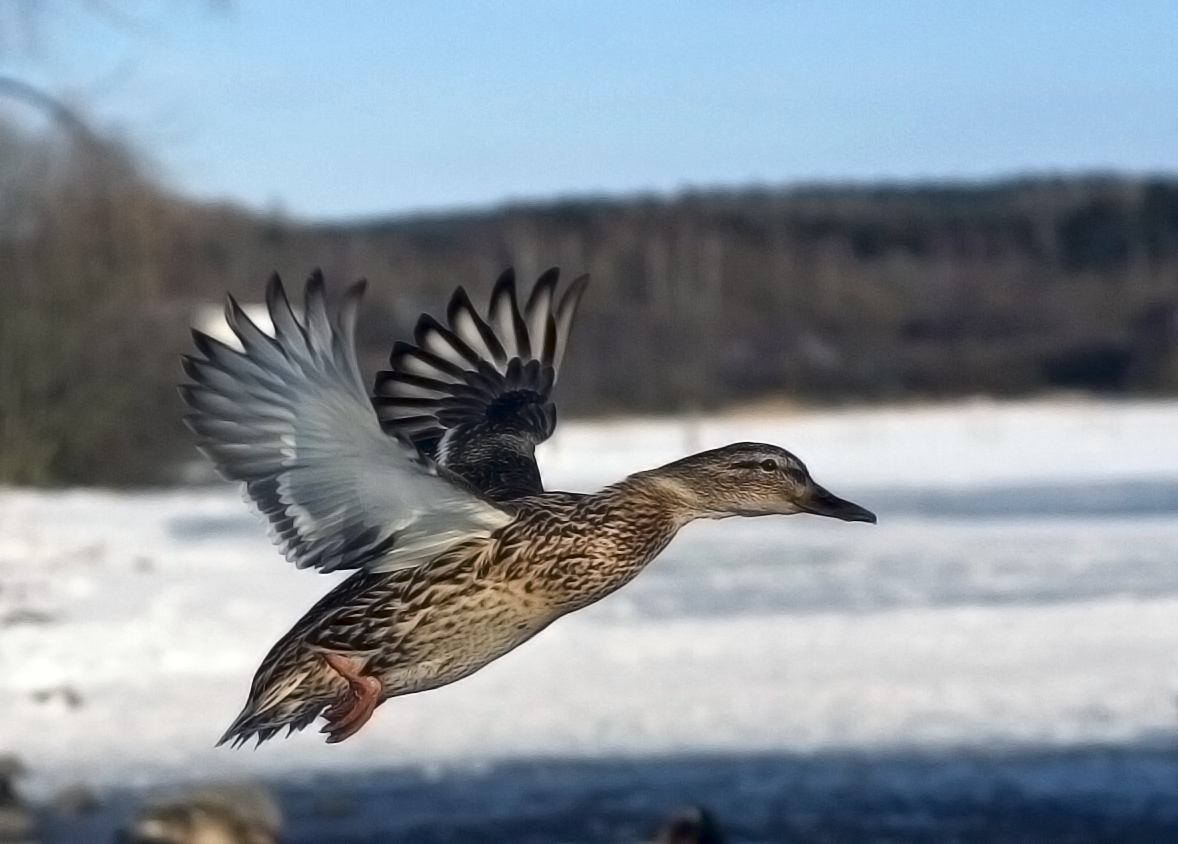
Samica krzyżówki w locie

Kaczkowate (Anatidae) – rodzina ptaków z rzędu blaszkodziobych (Anseriformes). Obejmuje gatunki wodne, zamieszkujące cały świat, poza Antarktydą.

## Cechy charakterystyczne
Ptaki te charakteryzują następujące cechy:
- zróżnicowana wielkość (ptaki średnie i duże) – długość w granicach 28–170 cm, rozpiętość skrzydeł 60–250 cm, masa 300 g – 22,5 kg.
- dziób posiada dwa rzędy blaszek na brzegach, zazwyczaj jest spłaszczony
- szyja średniej długości lub bardzo długa
- stosunkowo wąskie, ostro zakończone skrzydła
- krótki ogon
- nogi krótkie, przesunięte ku tyłowi (zwłaszcza u gatunków nurkujących)
- palce spięte błoną pławną
- samiec większy od samicy, często bardzo kontrastowo ubarwiony, podczas gdy samica zazwyczaj posiada ubarwienie stonowane
- u samców obecne prącie
- pożywienie zdobywają zazwyczaj w wodzie, choć niektóre również na lądzie. Żywią się zarówno roślinami, jak i małymi zwierzętami.
- zasadniczo dobrzy lotnicy, choć są również gatunki nielotne
- w zniesieniu od 2 do 20 jaj[4], pisklęta są zagniazdownikami
- wędrowne, wiele gatunków lecąc w stadzie tworzy charakterystyczny klucz w kształcie litery „V”
- wiele gatunków udomowiono lub hodowano w stanie półdzikim
- niska gęstość kości[5]

## Systematyka
W obrębie rodziny wyróżnia się następujące współczesne podrodziny:
- Dendrocygninae Reichenbach, 1853 – drzewice
- Erismaturinae Eyton, 1838 – sterniczki
- Anserinae Goldfuss, 1820 – gęsi
- Anatinae Leach, 1819 – kaczki

Opisano również podrodzinę wymarłą:
- Dendrocheninae[8][9] Livezey & Martin, 1988

W starszym ujęciu systematycznym (Mielczarek & Cichocki, 1999) wyróżniano trzy podrodziny:
- Anseranatinae – bezpłetwce; obecnie takson ten podnoszony jest do rangi rodziny (Anseranatidae)[2][6]
- Anserinae – gęsi
- Anatinae – kaczki

## Ochrona w Polsce
W Polsce gatunki kaczkowatych podlegają gatunkowej ochronie ścisłej z wyjątkiem następujących gatunków łownych w okresach polowań:
- Anas crecca – cyraneczka zwyczajna
- Aythya fuligula – czernica
- Anser anser – gęgawaSamica ogorzałki
- Anser fabalis – gęś zbożowa
- Anser albifrons – gęś białoczelna

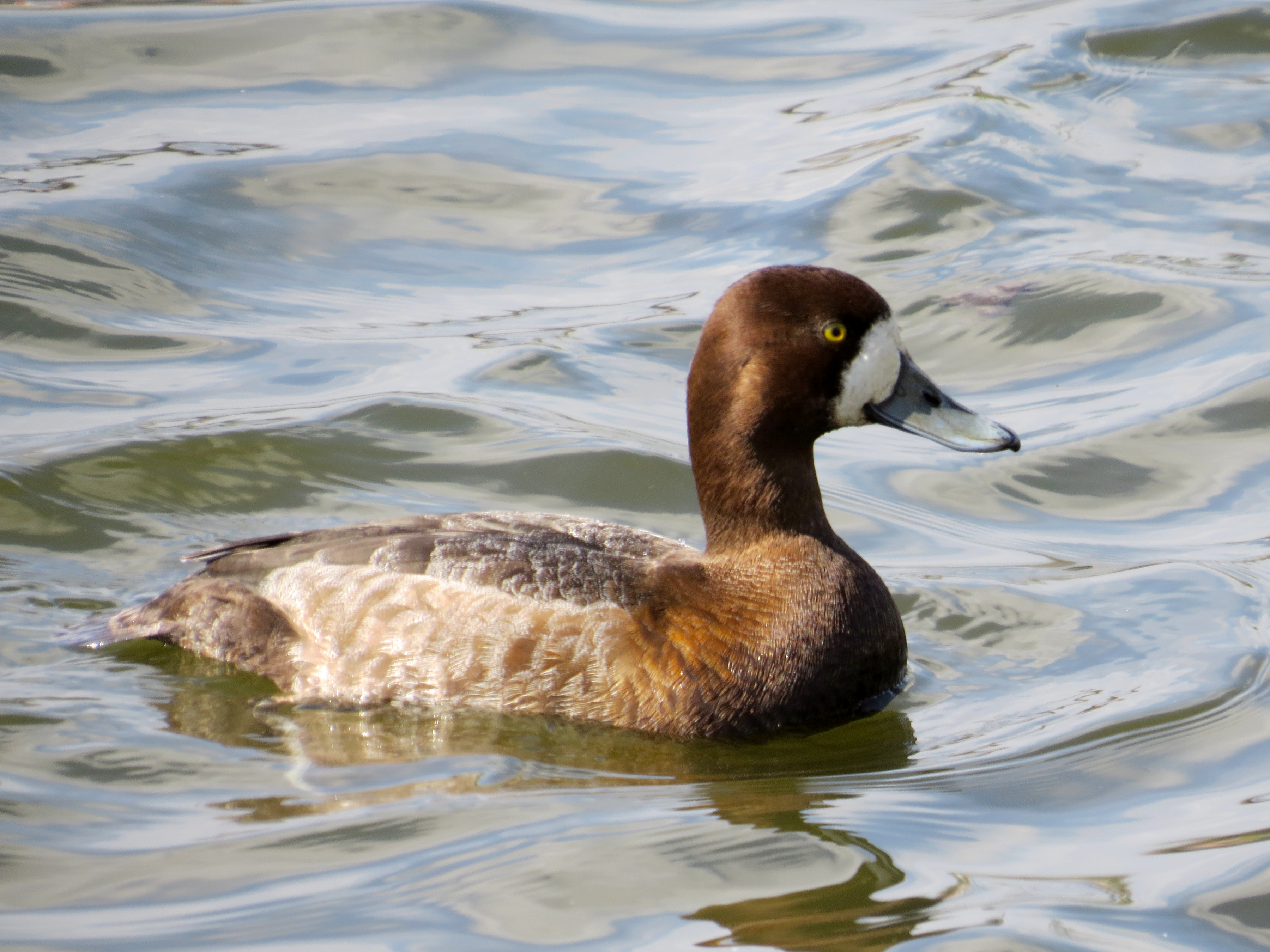
Samica ogorzałki

- Aythya ferina – głowienka zwyczajna
- Anas platyrhynchos – krzyżówka.

W rozporządzeniu Ministra Środowiska w sprawie ochrony gatunkowej zwierząt nie wymieniono ponadto trzech gatunków uznanych za zagrażające gatunkom rodzimym lub siedliskom przyrodniczym (czyli tzw. gatunków inwazyjnych):
- Brandta canadensis – bernikla kanadyjska
- Alopochen aegyptiacus – gęsiówka egipska
- Oxyura jamaicensis – sterniczka jamajska.

Proponuje się wciągnięcie bernikli kanadyjskiej i gęsiówki egipskiej na listę zwierząt łownych, natomiast w przypadku bardzo rzadko spotykanej w Polsce sterniczki jamajskiej wskazana jest eliminacja tego gatunku na terenie kraju w związku z jego bardzo wysoką inwazyjnością na południu Europy i zgodnie z rekomendacjami konwencji berneńskiej.